# SOR LC 9,5
SOR LC 9,5 je model dálkového a turistického autobusu, který vyrábí od roku 1998 východočeská společnost SOR Libchavy.

## Konstrukce
Vozy LC 9,5 jsou (spolu se svým nástupcem LH 9,5) nejmenším dálkovým autobusem vyráběným firmou SOR. Jsou to dvounápravové vozy s polosamonosnou karoserií. Mají zadní hnací nápravu a motor s mechanickou převodovkou umístěný v zadní části vozidla pod podlahou. Karoserie vozu je z vnější strany oplechovaná, v interiéru je obložená plastovými deskami. Vstup do autobusu zajišťují dvoje výklopné jednokřídlé dveře (před přední a za zadní nápravou).

## Výroba a provoz
Model SOR LC 9,5 byl vyráběn na přelomu 20. s 21. století. Tyto vozy zakoupily např. tehdejší firmy ČSAD Ostrava, Livia Praha nebo Transcentrumbus Praha. Autobusy LC 9,5 byly ve výrobě doplněny upraveným modelem SOR LH 9,5.